# 裴德安
裴德安（1927年—2001年5月20日），男，江西南城人，中华人民共和国政治人物。

## 生平
1949年毕业于中正大学农学院农艺系。1952年加入中国共产党。历任江西省农业科学研究所系主任，江西省农业厅处长，中共江西省委常委、农村工作部部长，江西省第七届人大常委会副主任。

## 作品
- 《红土地的春天》[2]